# King Biscuit Blues Festival

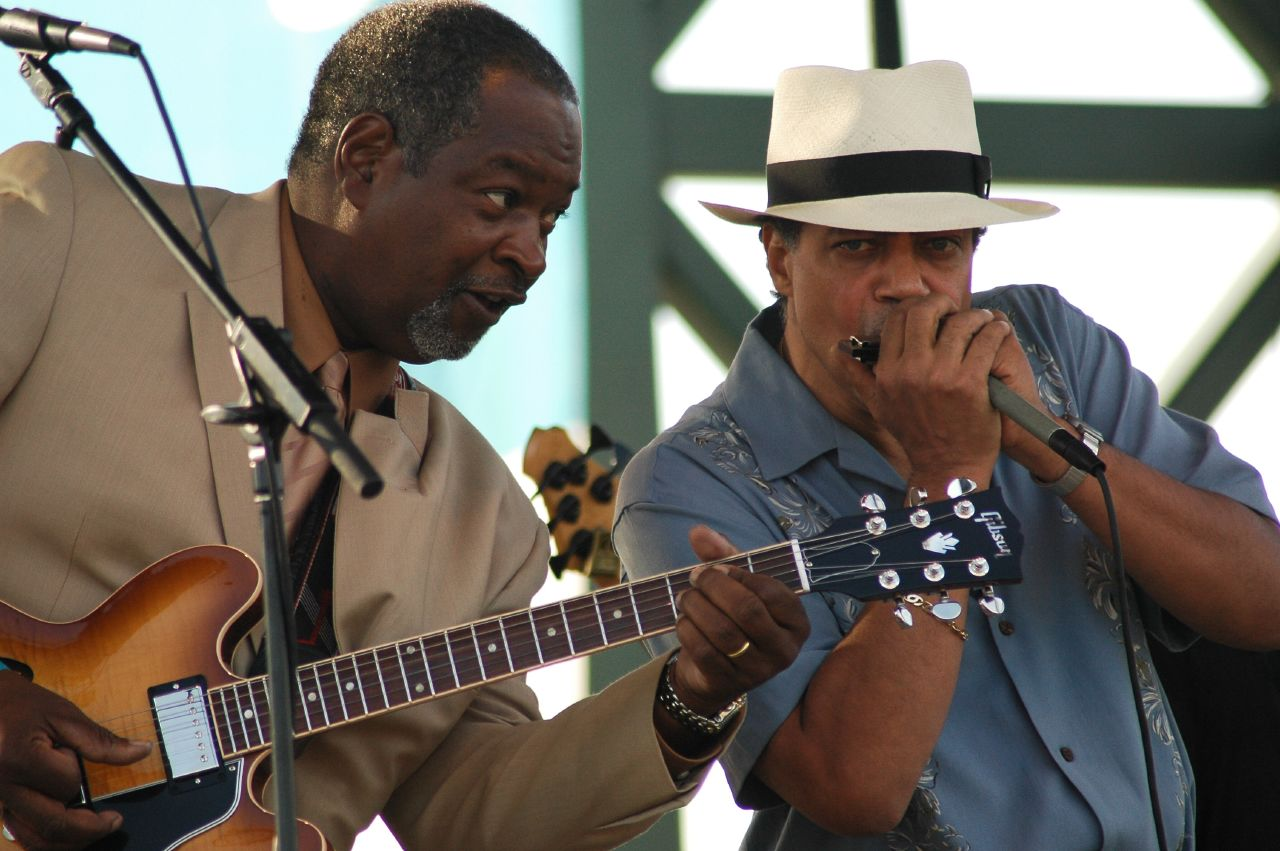
Charles Weathersby und Billy Branch auf dem Festival (2005?)

Das King Biscuit Blues Festival ist ein jährlich in Helena, Arkansas stattfindendes Bluesfestival. Die erste Auflage fand 1986 unter der Leitung der "Main Street Helena" Organisation statt, deren Ziel es war, die Innenstadt von Helena zu beleben. Von kleineren Anfängen, so wurde beim ersten Festival ein Lastwagen als Bühne verwendet, entwickelte sich das Fest zu einer mehrtägigen Veranstaltung, die von bis zu 100 000 Bluesanhängern besucht wird. 2005 wurde der Name wegen Rechtsstreitigkeiten in Arkansas Blues and Heritage Festival geändert. Seit 2011 findet das Festival wieder unter seinem ursprünglichen Namen statt.
Die Auswahl der auftretenden Künstler erfolgt nach dem Einfluss, den Sonny Boy Williamson II. und Robert Lockwood junior auf ihr Schaffen haben. Zum Festival gehören auch Kunst- und Kunsthandwerkveranstaltungen sowie Veranstaltungen für Kinder. Essen und Bier wird während des Festivals von Straßenhändlern verkauft, und circa 400 Freiwillige sorgen für den reibungslosen Ablauf der Veranstaltungen.